# Alexandrinische Exegese
Als Alexandrinische Exegese bezeichnet man die von Philon von Alexandria begründete, im Christentum besonders durch Clemens von Alexandria und Origenes weiterentwickelte Form der Bibelexegese, die sich im Unterschied zu Exegetenschule von Antiochia weniger auf den wörtlichen und geschichtlichen Sinn (Literalsinn) beschränkt, sondern ihn durch allegorische, insbesondere moralisch-tropologische Auslegung auf die innere Entscheidungssituation der menschlichen Seele bezieht und hierbei im starken Maße auch platonisierendes Vorstellungsgut in die Bibelauslegung einbringt. 
Diese Tradition wurde unter den lateinischen Kirchenvätern in modifizierter Form besonders von Ambrosius und Augustinus weitergeführt und in ein schon bei Origines vorgebildetes System mehrstufiger Schriftauslegung integriert.